# Maria Teresa da Áustria
Maria Teresa Valburga Amália Cristina da Áustria (em alemão:  Maria Theresia Walburga Amalia Christina von Österreich, em húngaro:  Habsburg Mária Terézia; Viena, 13 de maio de 1717 – Viena, 29 de novembro de 1780), foi a primeira e única mulher a governar sobre os domínios habsbúrgicos e a última chefe da Casa de Habsburgo (a partir de seu casamento a Casa Real passou a denominar-se Casa de Habsburgo-Lorena). Foi soberana da Áustria, Hungria, Boêmia, Croácia, Mântua, Milão, Galícia e Lodomeria, Parma e Países Baixos Austríacos, de 1740 até a sua morte. Pelo casamento, tornou-se duquesa da Lorena, grã-duquesa da Toscana e imperatriz consorte do Sacro Império Romano-Germânico. É considerada um dos déspotas esclarecidos. Chefiou um dos estados mais importantes de seu tempo, governando grande parte da Europa Central.
O seu reinado de 40 anos foi iniciado com a morte de seu pai, Carlos VI do Sacro Império Romano-Germânico, em outubro de 1740. Isto só se tornou possível com a adesão do imperador à Pragmática Sanção de 1713, visto que os territórios dos Habsburgos eram regidos pela lei sálica, que impedia a sucessão feminina. Entretanto, com sua morte, Saxônia, Prússia, Baviera e França rejeitaram o documento que haviam reconhecido como legítimo até então. A Prússia invadiu a província da Silésia, provocando um conflito de nove anos conhecido como a Guerra de Sucessão Austríaca. Mais tarde, Maria Teresa tentaria, sem sucesso, reconquistar a Silésia durante a Guerra dos Sete Anos.
Casou-se com Francisco Estêvão de Lorena (futuro Imperador Romano-Germânico como Francisco I) e teve dezesseis filhos, entre eles as rainhas Maria Antonieta de França e Maria Carolina das Duas Sicílias, a duquesa Maria Amália de Parma e dois imperadores do Sacro Império Romano-Germânico: José II e Leopoldo II (ambos co-governantes da Áustria e da Boêmia, juntamente com a mãe).
Maria Teresa foi responsável por grandes reformas financeiras e educacionais, com o apoio do conde Frederico Guilherme de Haugwitz e de Gottfried van Swieten, promoveu o comércio e desenvolveu a agricultura, além de reorganizar o exército austríaco, o que fortaleceu a posição internacional da Áustria. Tais políticas, juntamente com a sua ambição e suas estimadíssimas origens, contribuíram para fazê-la uma das soberanas mais poderosas e temidas da Europa, perfeitamente comparável à rainha Vitória do Reino Unido, por exemplo. No entanto, ela recusou-se a permitir a tolerância religiosa, levando seus contemporâneos a avaliar seu regime como preconceituoso e supersticioso. Como jovem monarca que lutou duas guerras dinásticas, Maria Teresa acreditava que sua causa deveria ser a causa de seus súditos, mas, em seus últimos anos, passou a acreditar que sua causa deveria prevalecer.

## Primeiros anos
Maria Teresa foi a segunda filha de Carlos VI e de Isabel Cristina de Brunsvique-Volfembutel, nasceu na manhã do dia 13 de maio de 1717 no Palácio Imperial de Hofburg, em Viena, pouco tempo após a morte do primogênito e herdeiro imperial, seu irmão Leopoldo João. Maria Teresa foi batizada na noite daquele mesmo dia e teve como madrinhas sua avó, a imperatriz Leonor Madalena de Neuburgo (viúva de Leopoldo I) e sua tia, a imperatriz Guilhermina Amália de Brunsvique-Luneburgo (viúva de José I).
Na cerimônia de batismo, a jovem herdeira foi levada à frente de suas primas, as arquiduquesas Maria Josefa e Maria Amália (filhas de José I), sob o olhar da imperatriz-viúva Guilhermina. Ficou claro que elas seriam preteridas na sucessão, apesar de seu avô, Leopoldo I, ter editado um decreto (assinado por todos os seus filhos) que dava prioridade às filhas de José I. Carlos VI era o último membro varão da Casa de Habsburgo e esperava gerar um herdeiro que pudesse sucedê-lo e impedir a extinção da dinastia. O nascimento de Maria Teresa foi uma grande decepção não apenas para seu pai (que nunca superou esse sentimento), mas para toda a população de Viena,

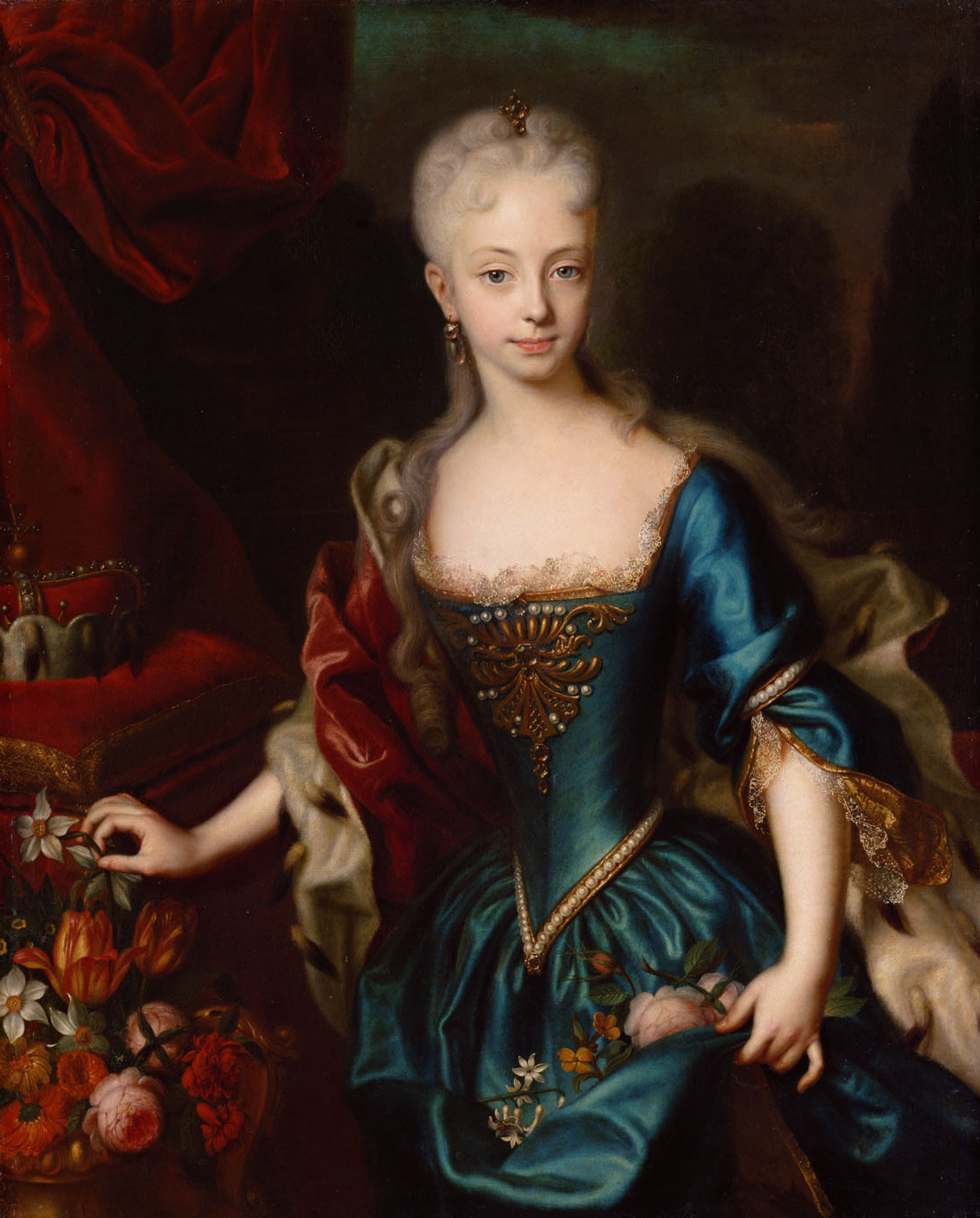
Arquiduquesa Maria Teresa em 1727, por Andreas Möller. As flores que ela carrega nas dobras de seu vestido representam sua fertilidade e a expectativa de gerar filhos na idade adulta.

Maria Teresa substituiu Maria Josefa como herdeira presuntiva dos domínios dos Habsburgo desde o momento em que nasceu. A Pragmática Sanção emitida por Carlos VI em 1713 colocava suas próprias filhas no topo da linha sucessória, em detrimento de suas sobrinhas. Carlos procurou a aprovação de outras potências europeias para deserdar suas sobrinhas. Esses países impuseram pesadas condições para apoiar o imperador: no Tratado de Viena (1731), a Grã-Bretanha exigiu o encerramento das atividades da Imperial Companhia de Oostende. Reconheceram a Sanção: Grã-Bretanha, França, Saxônia-Polônia, Províncias Unidas, Espanha, Veneza, Estados Pontifícios, Prússia, Rússia, Dinamarca, Sardenha, Baviera e o Reichstag do Sacro Império Romano-Germânico. Posteriormente, França, Espanha, Saxônia-Polônia, Baviera e Prússia retiraram seu reconhecimento.
Pouco mais de um ano após seu nascimento, Maria Teresa ganhou a companhia de uma irmã, a arquiduquesa Maria Ana, nascida em 18 de setembro de 1718. Em 1724 nasceria a arquiduquesa Maria Amália, que morreu na primeira infância. Os retratos da família imperial mostram que Maria Teresa se assemelhava bastante à mãe e a Maria Ana. O embaixador prussiano anotou que ela tinha grandes olhos azuis, cabelos claros levemente avermelhados, boca larga e um corpo robusto. Seus pais e seus avós não tinham nenhum grau de parentesco entre si e Maria Teresa foi um dos poucos membros da Casa de Habsburgo cujos antepassados não traziam traços de consanguinidade.
Criada nos grandiosos e pomposos palácios austríacos, Maria Teresa era uma criança séria e reservada que gostava de praticar canto e atirar com arco e flecha. Ela foi impedida pelo pai de andar a cavalo, mas viria a aprender o básico da equitação para a cerimônia de coroação húngara. A família imperial costumava encenar trechos de ópera, muitas vezes conduzidos pelo próprio Carlos VI, das quais Maria Teresa participava com entusiasmo. Sua educação ficou a cargo dos Padres Jesuítas que, segundo seus contemporâneos, não lhe deram educação adequada. Sua ortografia e pontuação eram pobres e ela não utilizava a linguagem formal para se expressar. Maria Teresa desenvolveu uma estreita relação de amizade com a condessa Marie Karoline von Fuchs-Mollard, designada por sua mãe para ensinar-lhe etiqueta. Ela recebeu instrução em desenho, pintura, música e dança - disciplinas que a educavam somente para ser uma rainha consorte. Com autorização de seu pai, Maria Teresa participava das reuniões do Conselho de Estado desde os 14 anos de idade, mas os assuntos políticos nunca eram discutidos com ela. Ainda que tenha passado as últimas décadas de sua vida a tentar garantir a herança de sua filha, Carlos VI sempre esperou o nascimento de um filho varão e nunca preparou sua filha para seu futuro papel de soberana.

## Casamento

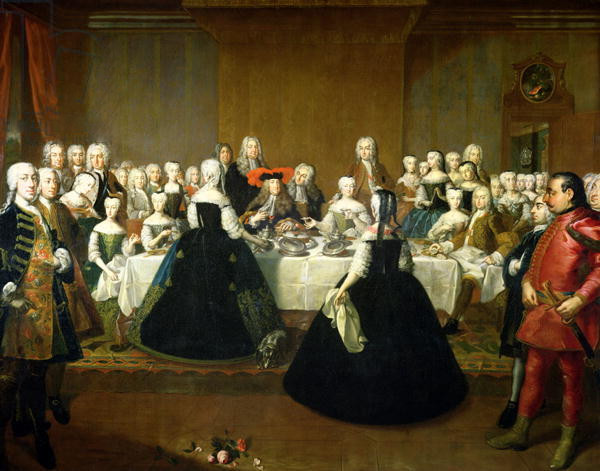
Maria Teresa e Francisco de Lorena em seu desjejum de casamento
Por Martin van Meytens

A questão sobre o casamento de Maria Teresa começou a ser tratada ainda em sua tenra infância. Inicialmente foi acertado o consórcio com Leopoldo Clemente de Lorena, que deveria ir a Viena em 1723 para conhecer a arquiduquesa. Entretanto, o príncipe morreu de varíola, em 4 de junho daquele ano, com apenas 16 anos de idade.
O irmão de Leopoldo, Francisco Estêvão de Lorena, foi então convidado a visitar Viena. Embora o príncipe fosse o candidato favorito à mão de Maria Teresa, o imperador também considerou outras possibilidades. Diferenças religiosas impediram um arranjo matrimonial com o calvinista Frederico da Prússia. Em 1725 Carlos VI propôs a união de Maria Teresa com Carlos de Espanha e de Maria Ana com o infante Filipe. No entanto, outras potências europeias o obrigaram a abandonar o pacto firmado com a rainha viúva Isabel Farnésio, uma vez que o casamento dos herdeiros dos tronos de Espanha e Áustria destruiria o chamado "Equilíbrio Europeu". Maria Teresa, que já havia se apaixonado por Francisco, ficou aliviada com o malogro das negociações.
Francisco Estêvão permaneceu na corte austríaca até 1729, quando ascendeu ao trono da Lorena, mas o compromisso com Maria Teresa só foi oficializado em 31 de janeiro de 1736, durante a Guerra de Sucessão da Polônia. Luís XV de França exigiu que o noivo de Maria Teresa entregasse o Ducado da Lorena como compensação a seu sogro, Estanislau I Leszczyński da Polônia, que havia sido deposto do trono. Francisco Estêvão recebeu o Grão-ducado da Toscana após a morte do grão-duque João Gastão de Médici, que não possuía herdeiros. A cerimônia de casamento foi celebrada em 12 de fevereiro de 1736.

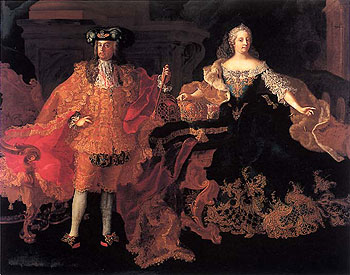
Maria Teresa e Francisco Estêvão
Por Peter Kobler von Ehrensorg

O amor da duquesa de Lorena por seu marido era forte e possessivo. As cartas que ela lhe enviou pouco antes do casamento expressavam sua ânsia em vê-lo; enquanto as dele, por outro lado, eram estereotipadas e formais. Maria Teresa era extremamente ciumenta e a infidelidade do marido foi o maior problema que ela enfrentou no casamento, sendo Maria Guilhermina von Neipperg, princesa de Auersperg a amante mais conhecida de Francisco.
Com a morte de João Gastão de Médici, em 9 de julho de 1737, Francisco Estêvão cede o Ducado da Lorena e torna-se grão-duque da Toscana. Em 1738, Carlos VI enviou o jovem casal para fazer sua entrada oficial como os novos soberanos do país. Para o evento foi erguido um arco do triunfo na Porta Galla, um monumento que pode ser visto até os dias atuais. Entretanto, sua estada em Florença foi breve pois, temendo morrer sem ter sua herdeira por perto, Carlos VI chamou-os de volta a Viena. No verão de 1738 a Áustria sofreu derrotas durante o curso da Guerra Russo-Turca. Os turcos reverteram os ganhos austríacos na Sérvia, Valáquia e Bósnia. Os vienenses revoltaram-se com os custos da guerra e desprezavam Francisco Estêvão, chamando-o de covarde espião francês. A guerra terminou no ano seguinte, com a assinatura do Tratado de Belgrado.

## Reinado

### Ascensão

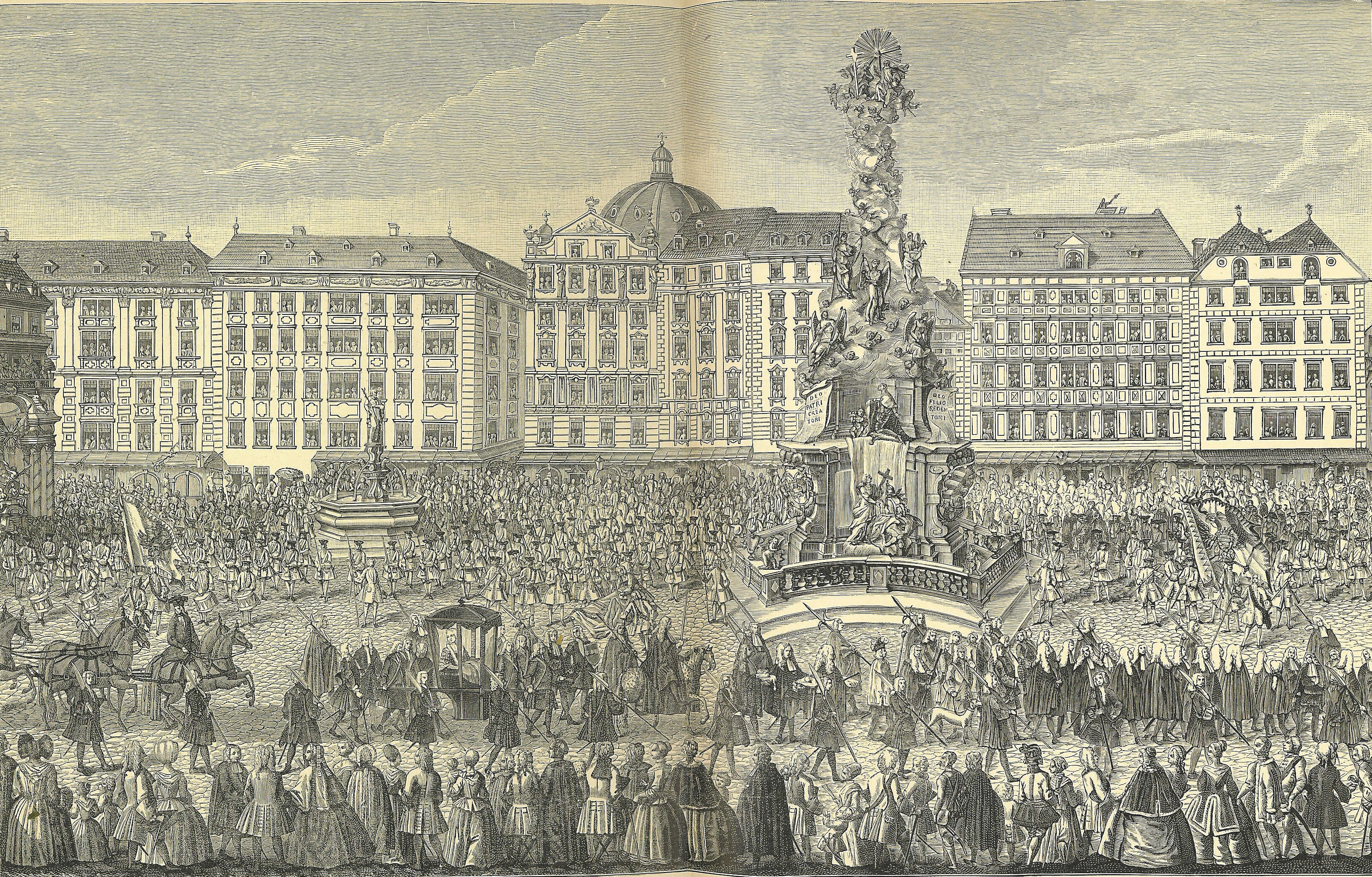
Cortejo de Maria Teresa pelo Der Graben em 22 de novembro de 1740. A soberana grávida encaminha-se para a Catedral de Santo Estêvão para assistir à missa solene antes das homenagens por sua ascensão.

Carlos VI morreu em 20 de outubro de 1740, no Palácio Augarten, em Viena, provavelmente em virtude da ingestão de cogumelos venenosos. Ele havia ignorado os conselhos do príncipe Eugénio de Saboia para concentrar-se em fortalecer o tesouro e equipar o exército, em vez de colher assinaturas de apoio de monarcas aliados. O imperador, que passou quase todo o seu reinado tentando garantir o cumprimento da Pragmática Sanção, deixou a Áustria arruinada financeiramente, falência agravada pelas recentes guerras russo-turca e de Sucessão da Polônia; o tesouro continha somente 100 000 florins, que foram reivindicados por sua viúva. O exército contava com apenas 80 mil homens, muitos dos quais não haviam recebido seus soldos e, ainda assim, foram extremamente leais e dedicados à sua nova soberana.
Maria Teresa encontrava-se numa situação difícil: não sabia o suficiente sobre as questões de Estado, nem tinha conhecimento de quão fracos eram os ministros de seu pai. Ela decidiu seguir os conselhos paternos, mantendo seus conselheiros e deixando para o marido, a quem considerava mais experiente, os outros assuntos. Ambas as decisões, embora naturais na situação, mostrariam-se infelizes. Dez anos depois, Maria Teresa recordou com amargura em seu Testamento Político, as circunstâncias em que ela assumiu o trono: Encontrei-me sem dinheiro, sem crédito, sem exército, sem experiência e conhecimento de minha condição e, finalmente, sem ninguém para me aconselhar, pois cada um deles preferiram esperar para ver como as coisas iriam evoluir.
Ela descartou a possibilidade de que outros países pudessem aproveitar-se de seus territórios e imediatamente começou a garantir a dignidade imperial para si própria. Uma vez que mulheres não podiam ser eleitas soberanas do Sacro Império Romano-Germânico, Maria Teresa desejava assegurar o posto para seu marido - algo difícil, pois Francisco Estêvão não possuía grandes territórios nem posição de destaque entre os príncipes eleitores. A fim de torná-lo elegível ao trono imperial e tivesse direito a voto como eleitor da Bohêmia (o que não lhe era permitido, por ser mulher), Maria Teresa fez de Francisco Estêvão co-regente das terras da Áustria e da Boêmia em 21 de novembro de 1740. Entretanto, a Dieta da Hungria levou mais de um ano para aceitar o príncipe como co-regente. Apesar de seu amor por ele e da posição de co-regente, Maria Teresa nunca permitiu que o marido decidisse sobre os assuntos de Estado e, muitas vezes, o dispensava das reuniões do conselho quando discordavam em algum ponto.
A primeira exibição de autoridade da nova soberana foi a homenagem formal prestada pelos estados da Baixa Áustria a ela em 22 de novembro de 1740. Foi um evento público elaborado que serviu como demonstração oficial de reconhecimento e legitimação de sua ascensão. O juramento de fidelidade a Maria Teresa foi proferido nesse mesmo dia, em Hofburg.

### Guerra de sucessão

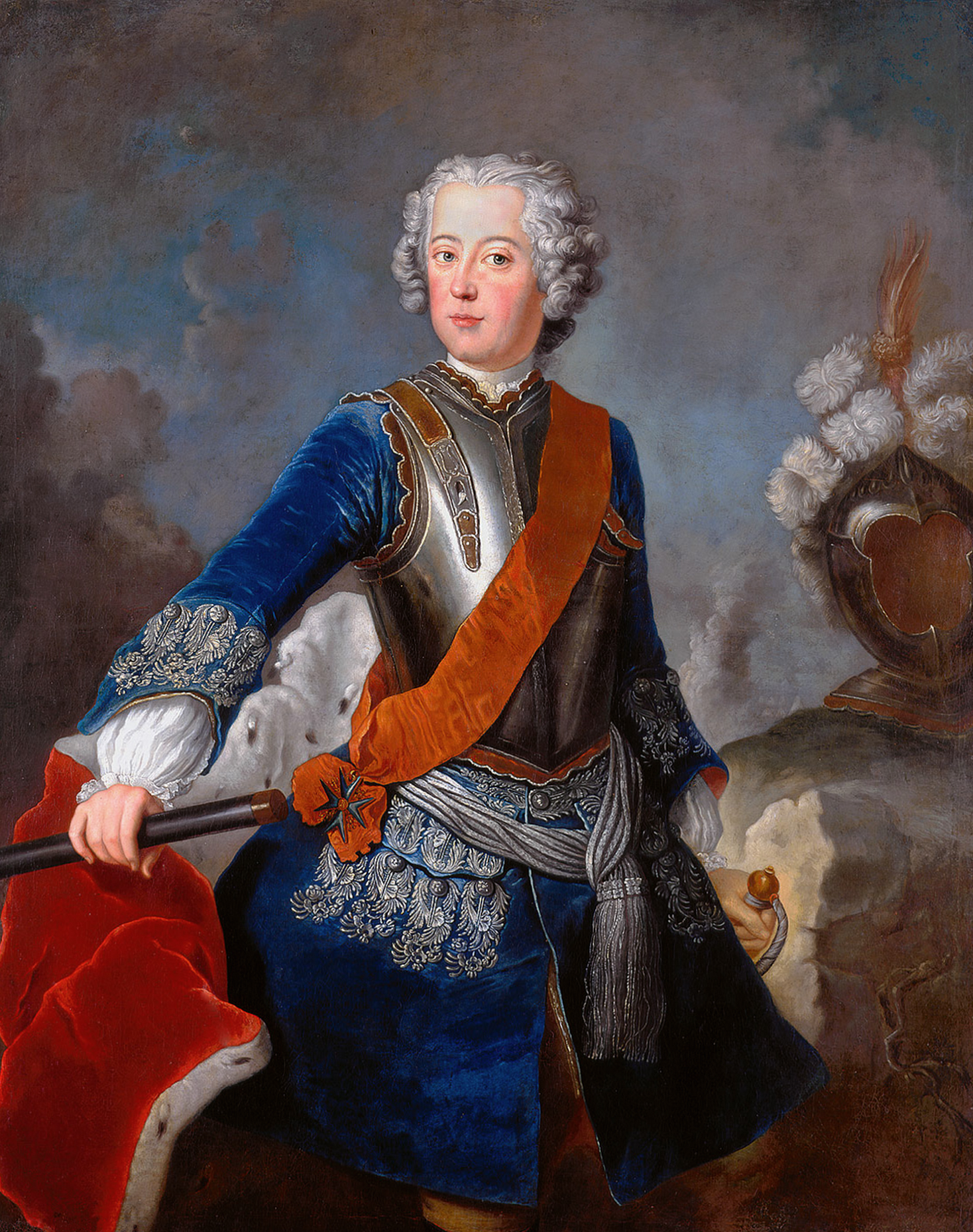
Frederico II da Prússia, maior inimigo de Maria Teresa (a quem chamava de "aquele homem mau")
Por Antoine Pesne, Castelo de Hohenzollern

Logo após a ascensão de Maria Teresa, vários dos monarcas europeus que haviam reconhecido seu direito ao trono, quebraram suas promessas de apoio. Isabel de Espanha e Carlos Alberto, Eleitor da Baviera, casado com sua prima Maria Amália e apoiado pela imperatriz-viúva Guilhermina, exigiam participação na herança de Maria Teresa. A imperatriz conseguiu o reconhecimento do rei Carlos Emanuel III da Sardenha, que não havia aceite a Pragmática Sanção anteriormente, em 1740.
Em dezembro, o rei Frederico II da Prússia invadiu a Silésia e exigiu a posse do território, ameaçando se unir contra Maria Teresa se ela recusasse a cessão. A imperatriz decidiu lutar pela província rica em minerais. Frederico propôs um acordo: defenderia os direitos de Maria Teresa se ela concordasse em ceder ao menos uma parte da Silésia. Francisco Estêvão estava inclinado a aceitar tal acordo, mas Maria Teresa e seus conselheiros rechaçaram a proposta, temendo que qualquer violação à Pragmática Sanção viesse a invalidar todo o documento. A firmeza da imperatriz convenceu seu marido de que eles deveriam lutar pela Silésia, pois ela estava confiante em retomar a "joia da Casa da Áustria".
Como a Áustria dispunha de poucos comandantes experientes, Maria Teresa convocou o marechal Wilhelm von Neipperg, preso por seu pai devido ao mau desempenho na Guerra Turca. Neipperg assumiu o comando das tropas austríacas em março e, em abril de 1741, a Áustria sofre uma derrota esmagadora na Batalha de Mollwitz. A França elaborou um plano para repartir as possessões austríacas entre Prússia, Baviera, Saxônia e Espanha. Quando o marechal Charles Fouquet, duque de Belle-Isle, juntou-se a Frederico em Olmütz, Viena entrou em pânico, assim como os conselheiros de Maria Teresa, que não esperava que a França pudesse traí-los. Francisco Estêvão instou a esposa Teresa a tentar uma aproximação com a Prússia, assim como havia feito com a Grã-Bretanha. Maria Teresa concordou, ainda que relutante, com as negociações.
Contrariando todas as expectativas, um apoio significativo à jovem soberana veio da Hungria. Sua coroação como Rei da Hungria ocorreu na Catedral de São Martinho, em Bratislava, a 25 de junho de 1741, após meses negociando com a dieta e aperfeiçoando suas habilidades equestres, necessárias à cerimônia. Em julho, as tentativas de conciliação haviam desmoronado completamente. O Eleitor da Saxônia, antigo aliado de Maria Teresa, tornou-se seu inimigo e Jorge II declarou neutralidade para o Eleitorado de Brunsvique-Luneburgo. Mais uma vez, a soberana necessitou de ajuda da Hungria. A fim de obtê-la, ela concedeu favores aos nobres húngaros, lisonjeando-os sem, no entanto, atender a totalidade de suas exigências. Ela já havia conquistado seu apoio anteriormente, quando chegou a Bratislava em setembro de 1741, na esperança de persuadir a dieta a fazer uma convocação em massa e a reconhecer Francisco Estêvão como co-regente. Ao atingir os dois objetivos, demonstrou todo o seus dons teatrais, abraçando triunfalmente seu filho e herdeiro José perante a dieta e ganhando, assim, a simpatia dos nobres.

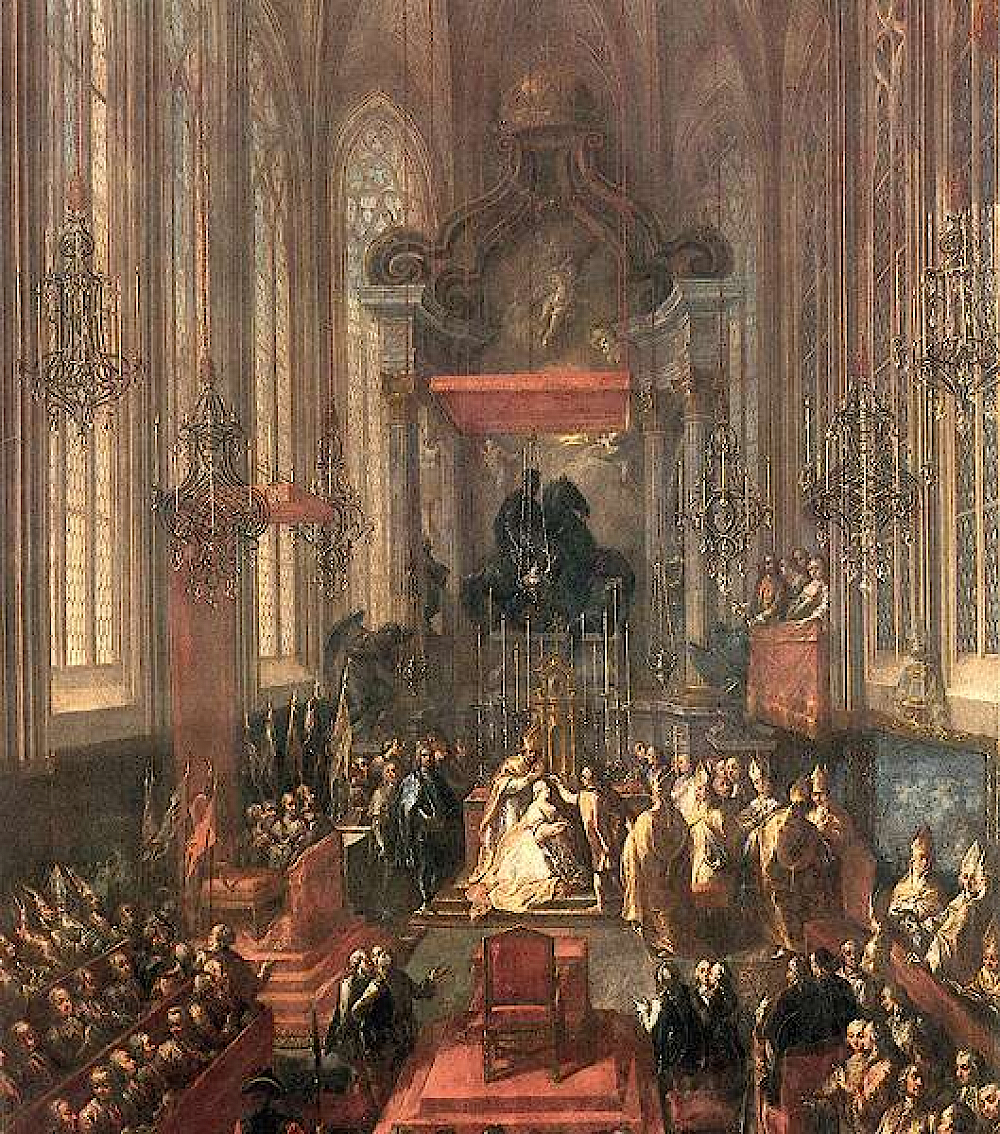
Maria Teresa é coroada "Rei da Hungria" na Catedral de São Martinho, em Bratislava

Ainda em 1741, as autoridades austríacas informaram Maria Teresa que a população da Boêmia preferia Carlos Alberto da Baviera como soberano, em vez dela. Desesperada e sobrecarregada pela gravidez, ela escreveu melancolicamente à irmã: Não sei se a cidade continuará sendo minha em meu parto. Amargamente, em carta ao chanceler da Boêmia, conde Philip Kinsky, prometeu não poupar nada nem ninguém para defender seu reino: Já me decidi. Temos que colocar tudo em jogo para salvar a Boêmia. Em 26 de outubro, o Eleitor da Baviera ocupou Praga e proclamou a si mesmo como Rei da Boêmia. Maria Teresa, então na Hungria, chorou ao saber da perda de mais uma possessão. Carlos Alberto foi eleito Imperador Romano-Germânico, por unanimidade, em 24 de janeiro de 1742. Considerando a eleição uma catástrofe, a soberana pegou seus inimigos despreparados ao insistir numa campanha de inverno. No mesmo dia em que Carlos VII foi eleito Imperador, tropas austríacas comandadas por Ludwig Andreas von Khevenhüller tomaram Munique, a capital da Baviera.
O Tratado de Breslau, de junho de 1742, encerrou as hostilidades entre a Áustria e a Prússia. Maria Teresa logo fez da recuperação da Boêmia sua prioridade, provocando a fuga das tropas francesas no mesmo ano. Em 12 de maio de 1743, coroou a si mesma como Rainha da Boêmia, na Catedral de São Vito.
Preocupado com os avanços austríacos na fronteira com o Reno, Frederico saqueou Praga em agosto de 1744. Os planos da França caíram por terra com a morte de Carlos VII, em janeiro de 1745, mas as tropas francesas terminaram por ocupar os Países Baixos Austríacos em maio.
Francisco Estêvão foi eleito Imperador Romano-Germânico em 13 de setembro de 1745. A Prússia o reconheceu como imperador e Maria Teresa, finalmente, reconheceu a perda da Silésia, em dezembro de 1745. A guerra se arrastou por mais três anos, com combates no norte da península Itálica e nos Países Baixos Austríacos. O Tratado de Aquisgrão que encerrou o conflito de oito anos, reconheceu os direitos da Prússia sobre a Silésia e determinou que Maria Teresa cedesse o Ducado de Parma e Placência a Filipe I de Parma.

### Guerra dos Sete Anos
A invasão da Saxônia por Frederico da Prússia, em agosto de 1756, deu início à Guerra dos Sete Anos. Uma vez que Maria Teresa e Kaunitz (seu chanceler) desejavam sair do conflito com a posse da Silésia, a Áustria alinhou-se com a França e a Rússia; e a Grã-Bretanha com Prússia e Portugal. Na América, os franceses não tiveram condições de fortalecer as defesas da Nova França, o que permitiu aos britânicos capturarem facilmente Louisbourg, em 1758, e conquistarem toda a província.
Maximilian von Browne comandou as tropas austríacas, sendo substituído após a Batalha de Lobositz por Carlos Alexandre de Lorena, cunhado de Maria Teresa. Frederico foi surpreendido em Lobositz, mas se reagrupou para outro ataque em junho de 1757. A Batalha de Kolin, que se seguiu, resultou numa vitória decisiva para a Áustria. Frederico perdeu um terço de suas tropas e, antes que a batalha tivesse terminado, ele já havia fugido.
Maria Teresa lamentou abertamente as perdas francesas em 1758. A França, tendo assegurado em 1757 a neutralidade de Grã-Bretanha e Hanôver pelo resto do conflito, foi derrotada em janeiro do ano seguinte. Em junho de 1758, os franceses sofreram uma derrota esmagadora na Batalha de Krefeld e retiraram-se do Reno.
Em 1759, as negociações de paz em Haia não resultaram em nada. As perdas franco-austríacas foram sendo revertidas até que, em 1762, a czarina Isabel da Rússia morreu. Seu sucessor, o czar Pedro III da Rússia, era um grande admirador de Frederico e logo retirou o apoio russo à coalizão francesa. A Prússia passou a expulsar os austríacos da Saxônia e os franceses de Hesse-Kassel. Temendo que Frederico invadisse a Áustria e a França, esses países capitularam. Os tratados de paz de Hubertusburg e de Paris continham pesadas exigências com relação à França, que foi forçada a abandonar a maior parte de suas colônias americanas. A Áustria, porém, permaneceu com o status quo ante bellum.

## Vida familiar

### Filhos
Ao longo de 20 anos, a imperatriz deu à luz 16 filhos, treze dos quais sobreviveram à infância. A primeira filha, Maria Isabel (1737-1740), nasceu pouco após o primeiro ano de casamento. Novamente o sexo da criança causou grande decepção, assim como os dois nascimentos seguintes: Maria Ana (a filha mais velha a chegar à idade adulta) e Maria Carolina (1740-1741). Enquanto lutava para preservar sua herança, Maria Teresa deu à luz um filho, José, nome dado em homenagem a São José, a quem ela havia orado repetidamente durante a gravidez, para que gerasse um filho varão. Sua filha favorita, no entanto, foi Maria Cristina, Duquesa de Teschen, nascida no dia do seu aniversário de 25 anos e quatro dias após a derrota do exército austríaco na Batalha de Chotusitz. Mais cinco crianças nasceram durante a guerra: Maria Isabel, Carlos José, Maria Amália, Leopoldo e Maria Carolina (1748). Nesse período não houve descanso para Maria Teresa, nas gestações e nos cuidados aos recém nascidos; a guerra e os partos ocorriam simultaneamente. Mais cinco crianças nasceram no período de paz entre a Guerra de Sucessão Austríaca e a Guerra dos Sete Anos: Maria Joana, Maria Josefa, Maria Carolina, Fernando e Maria Antônia. Ela teve seu último filho, Maximiliano Francisco, durante a Guerra dos Sete Anos, quando já contava 39 anos de idade. Maria Teresa afirmou que, se não estivesse quase sempre grávida, teria ido sozinha para a batalha.

### Doenças e mortes

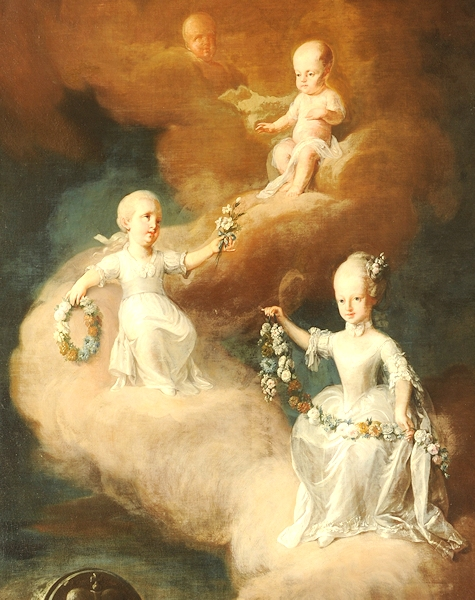
Mural de Franz Anton Maulbertsch no Hofburg, Innsbruck, encomendado por Maria Teresa em memória de suas filhas que morreram na infância: Maria Joana (1750–1762), Maria Isabel (1737–1740), Maria Carolina (1740–1741) e Maria Carolina (1748).

Quatro dos filhos de Maria Teresa morreram antes de atingir a adolescência. Sua filha mais velha, Maria Isabel, morreu de cólicas estomacais aos três anos de idade. Sua terceira filha, a primeira de três filhas chamada Maria Carolina, morreu logo após seu primeiro aniversário. A segunda Maria Carolina nasceu com os pés primeiro em 1748. Como ficou claro que ela não sobreviveria, os preparativos foram feitos às pressas para batizá-la ainda em vida; de acordo com a crença católica tradicional, crianças não batizadas seriam condenadas à eternidade no limbo. O médico de Maria Teresa, Gerard van Swieten, garantiu a ela que a criança ainda estava viva quando foi batizada, mas muitos na corte duvidaram disso.
A imperatriz-viúva Isabel, mãe de Maria Teresa, morreu em 1750. Quatro anos mais tarde, Marie Karoline von Fuchs-Mollard, a governanta por quem Maria Teresa tinha grande apreço, também morreu, aos 73 anos de idade. A imperatriz demonstrou sua gratidão à condessa Fuchs ordenando seu sepultamento na Cripta Imperial de Viena, onde apenas membros da família imperial eram sepultados.
A varíola era uma ameaça constante para os membros da família real. Em julho de 1749, Maria Cristina sobreviveu a um ataque da doença, seguida em janeiro de 1757 pelo filho mais velho de Maria Teresa, José. Em janeiro de 1761, a doença matou seu segundo filho, Carlos José, aos quinze anos. Em dezembro de 1762, sua filha Joana, de 12 anos, também morreu em agonia devido à doença. Em novembro de 1763, a primeira esposa de José, Isabel, morreu da doença. A segunda esposa de José, a imperatriz Maria Josefa da mesma forma contraiu a doença em maio de 1767 e morreu uma semana depois. Maria Teresa ignorou o risco de contágio e abraçou a nora antes que a enfermaria fosse lacrada para forasteiros.
Maria Teresa sofreu um violento ataque de varíola logo após seu 50º aniversário, em 1767. Ela sobreviveu, e então obrigou sua filha, a arquiduquesa Maria Josefa, a orar com ela na Cripta Imperial, ao lado da tumba não lacrada da nora. A arquiduquesa começou a apresentar as erupções características da varíola dois dias após a visita à Cripta, vindo a falecer pouco depois. Maria Carolina substituiu a irmã morta como noiva do rei Fernando IV de Nápoles. Maria Teresa se culpou pela morte da filha pelo resto de sua vida porque, na época, desconhecia-se que a varíola possui um período de incubação prolongado, o que levou todos a acreditarem que Maria Josefa havia contraído a doença ao visitar o túmulo de sua cunhada.
A última da família a ser infectada com a doença foi Maria Isabel, de 24 anos. Embora ela tenha se recuperado, ela estava gravemente marcada com marcas de varíola da doença. As perdas de Maria Teresa para a varíola, especialmente na epidemia de 1767, foram decisivas para que ela patrocinasse ensaios para prevenir a doença por meio da inoculação e, posteriormente, insistisse em que os membros da família real recebessem a inoculação.

### Política de casamentos dinásticos
Logo após dar à luz os filhos mais novos, Maria Teresa foi confrontada com a tarefa de casar os mais velhos. Ela conduziu as negociações de casamento ao mesmo tempo em que se ocupava com as campanhas de suas guerras e com os demais deveres de Estado. Ela foi carinhosa com seus filhos, mas os usou como peões em jogos dinásticos, sacrificando a felicidade deles em benefício do Estado. Uma mãe devotada, mas dominadora: escrevia a todos os filhos ao menos uma vez por semana e acreditava que tinha o direito de exercer sua autoridade sobre eles, independente de sua idade ou posição.

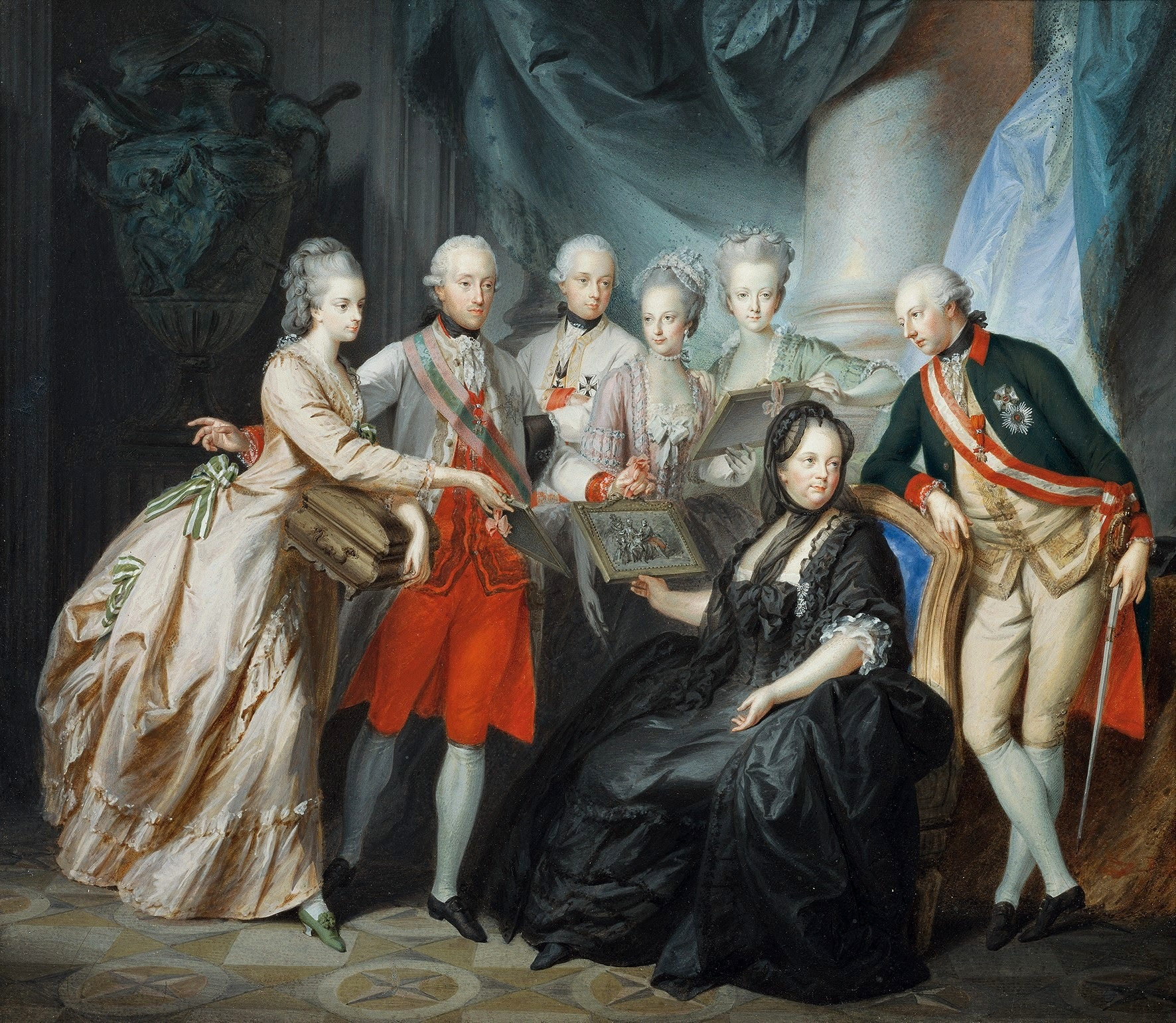
A imperatriz, já viúva, com a família
Por Heinrich Friedrich Füger, 1776

Em abril de 1770, a filha mais nova de Maria Teresa, Maria Antônia, casou-se por procuração, em Viena, com Luís de Bourbon, Delfim de França. A educação da arquiduquesa foi negligenciada e, quando o francês demonstrou interesse por ela, sua mãe procurou educá-la o melhor possível sobre a corte de Versalhes e os franceses. Maria Teresa correspondia-se quinzenalmente com a filha (agora chamada Maria Antonieta), a quem repreendeu muitas vez por sua preguiça, frivolidade e por não conceber um filho. Ela não gostava da personalidade reservada de Leopoldo e o acusava frequentemente de frieza. Também criticou Maria Carolina por suas atividades políticas, Fernando por sua falta de organização e Maria Amália por seu francês pobre e por sua arrogância. A única filha com quem não ralhava constantemente era Maria Cristina, Duquesa de Teschen, que gozava da total confiança da mãe, embora a tenha desagradado por não ter gerado filhos (a arquiduquesa teve apenas uma filha, Maria Cristina da Saxônia, morta com um dia de vida). Um dos maiores desejos de Maria Teresa era ter o maior número de netos possível. Porém, quando morreu, a imperatriz contava com apenas vinte netos sendo que, de todas as suas netas mais velhas, somente uma (Carolina de Parma, filha de Maria Amália) não recebeu seu nome.

## Visão religiosa e política

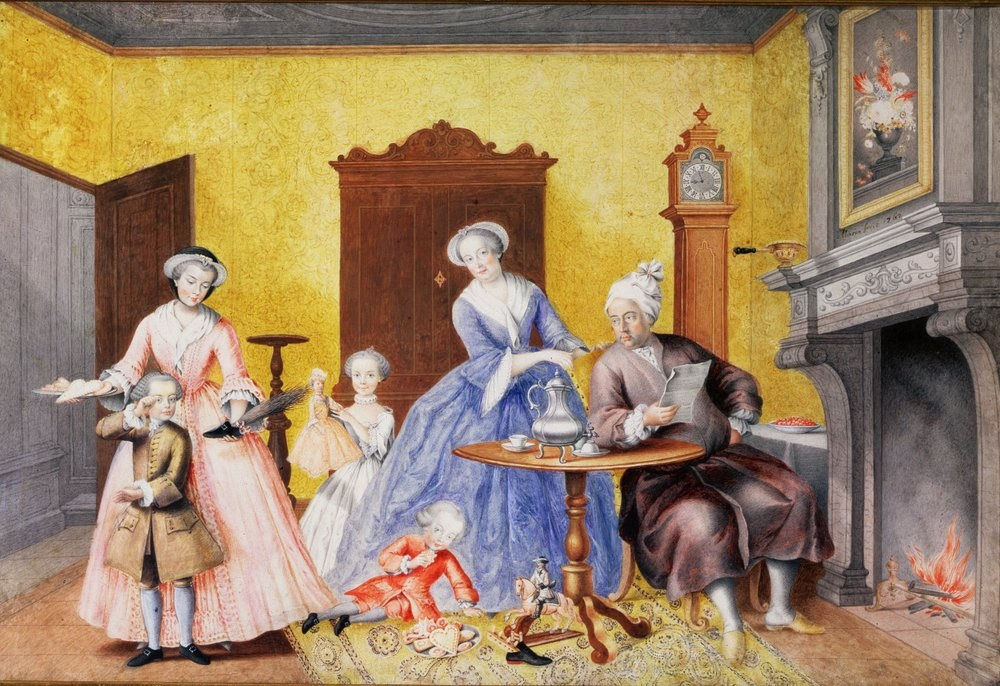
Maria Teresa e sua família celebrando São Nicolau. A pintura retrata o aconchego "burguês" do lar da família imperial.
Por Maria Cristina, Duquesa de Teschen, 1762

Como todos os membros da Casa de Habsburgo, Maria Teresa era Católica Romana bastante devota. Ela acreditava que uma religião unida era necessária para uma vida pacífica e, por isso, rejeitava veementemente a ideia de tolerância religiosa. Entretanto, apesar de manter relações estreitas com a Santa Sé, nunca permitiu que a Igreja interferisse naquilo que ela considerava ser as prerrogativas de um monarca. Era ela quem controlava a seleção de arcebispos, bispos e abades.
Sua abordagem com relação à piedade religiosa era bastante diferente da abordagem de seus antecessores, já que ela foi influenciada por ideias jansenistas. A imperatriz apoiava ativamente a conversão ao catolicismo Romano, através da concessão de pensões aos convertidos. Ela tolerava os católicos gregos e enfatizava o seu estatuto de igualdade com os católicos romanos.
Além de sua devoção ao cristianismo, Maria Teresa também ficou conhecida pelo seu estilo de vida ascético, especialmente durante seus quinze anos de viuvez.

### Jesuítas
Sua relação com os jesuítas era bastante complexa, pois os membros dessa ordem a educaram, foram seus confessores e supervisionaram a educação religiosa de seu filho mais velho. Por esses motivos, os jesuítas eram poderosos e influentes nos primeiros anos do reinado de Maria Teresa. Porém, seus ministros conseguiram convencê-la de que esses religiosos representavam um perigo para a sua autoridade monárquica. Não sem muita hesitação e arrependimento, ela emitiu um decreto retirando-os de todas as instituições da monarquia. A imperatriz proibiu a publicação da bula pontifícia Apostolicum pascendi múnus (favorável aos jesuítas) do Papa Clemente XIII e prontamente confiscou todos os bens da Companhia de Jesus quando o Papa Clemente XIV suprimiu a ordem.

### Judeus e protestantes

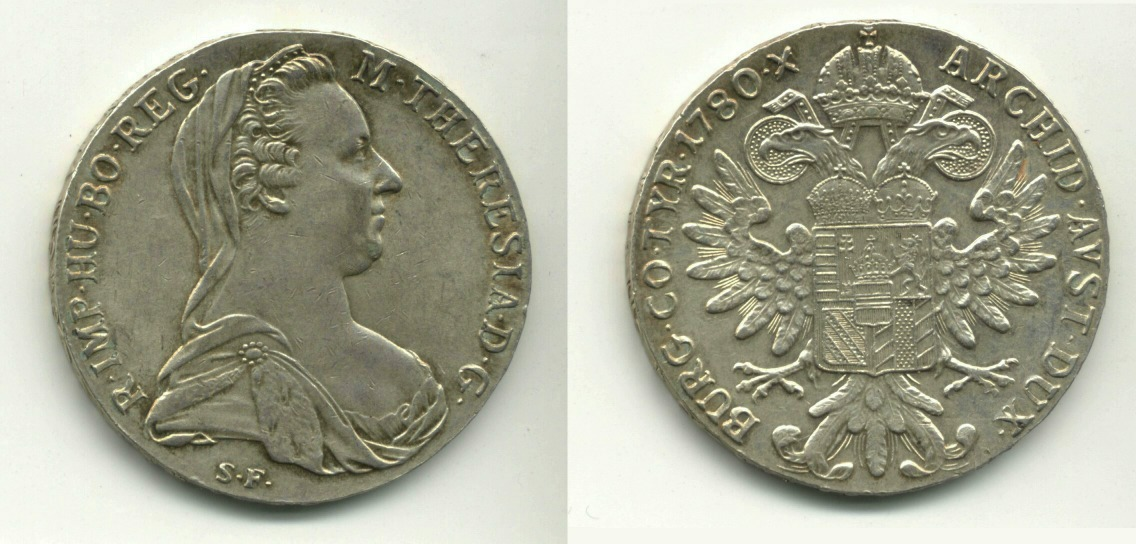
O Thaler de Maria Teresa, "a moeda mais famosa do mundo". A inscrição latina diz: M[ARIA] THERESIA D[EI] G[RATIA] R[OMANORVM] IMP[ERATRIX] HV[NGARIAE] BO[HEMIAE] REG[INA], ou seja, "Maria Teresa, pela Graça de Deus, Imperatriz dos Romanos, Rainha da Hungria e Bohêmia." As moedas com essa efígie continuaram a ser cunhadas por mais de um século após a morte de Maria Teresa, sempre com a data de 1780.

Embora tenha desistido de tentar converter seus súditos não-católicos ao Catolicismo Romano, Maria Teresa continuava considerando judeus e protestantes perigosos para o Estado e tentou ativamente suprimi-los. A imperatriz era, provavelmente, a monarca mais antissemita de sua época, tendo herdado todos os preconceitos tradicionais de seus antepassados e adquirido novos. Esta característica pessoal era produto de sua profunda devoção religiosa e nunca foi mantida em segredo. Em 1777, ela escreveu sobre os judeus: Eu não conheço maior praga do que essa raça que, por conta de sua falsidade, usura e avareza, está nos levando à penúria. Portanto, na medida do possível, os judeus devem ser mantidos à distância e evitados.
Impôs pesadas taxas aos súditos judeus e, em 1744, propôs que eles fossem expulsos de todos os seus domínios hereditários. Sua primeira intenção era expulsar todos os judeus já no dia 1 de janeiro, mas aceitou o conselho de seus ministros, que estavam preocupados com o número de pessoas a serem expulsas, e adiou seus planos para junho. Ela também transferiu protestantes da Áustria para a Transilvânia, diminuiu o número de feriados religiosos e ordens monásticas. Em 1777, Maria Teresa desistiu de expulsar os protestantes da Morávia depois que José II, que se opunha às suas intenções, ameaçou abdicar como imperador e co-governante da Áustria. Finalmente, a imperatriz foi obrigada a conceder-lhes alguma tolerância, permitindo a prática de cultos privados. José II considerava a política religiosa de sua mãe injusta, impiedosa, impossível, prejudicial e ridícula.
Na terceira década de seu reinado, influenciada por seu cortesão Abraham Mendel Theben, Maria Teresa emitiu éditos que ofereciam alguma proteção estatal para os súditos judeus. Em 1762, ela proibiu a conversão forçada de crianças judias ao catolicismo; no ano seguinte, proibiu o clero católico de cobrar a taxa de sobrepeliz de judeus e, em 1764, ordenou a libertação de judeus que haviam sido presos por libelos de sangue na vila de Orkuta. Apesar de seu forte antissemitismo, a imperatriz terminou por apoiar as atividades comerciais e industriais dos judeus.

## Reformas

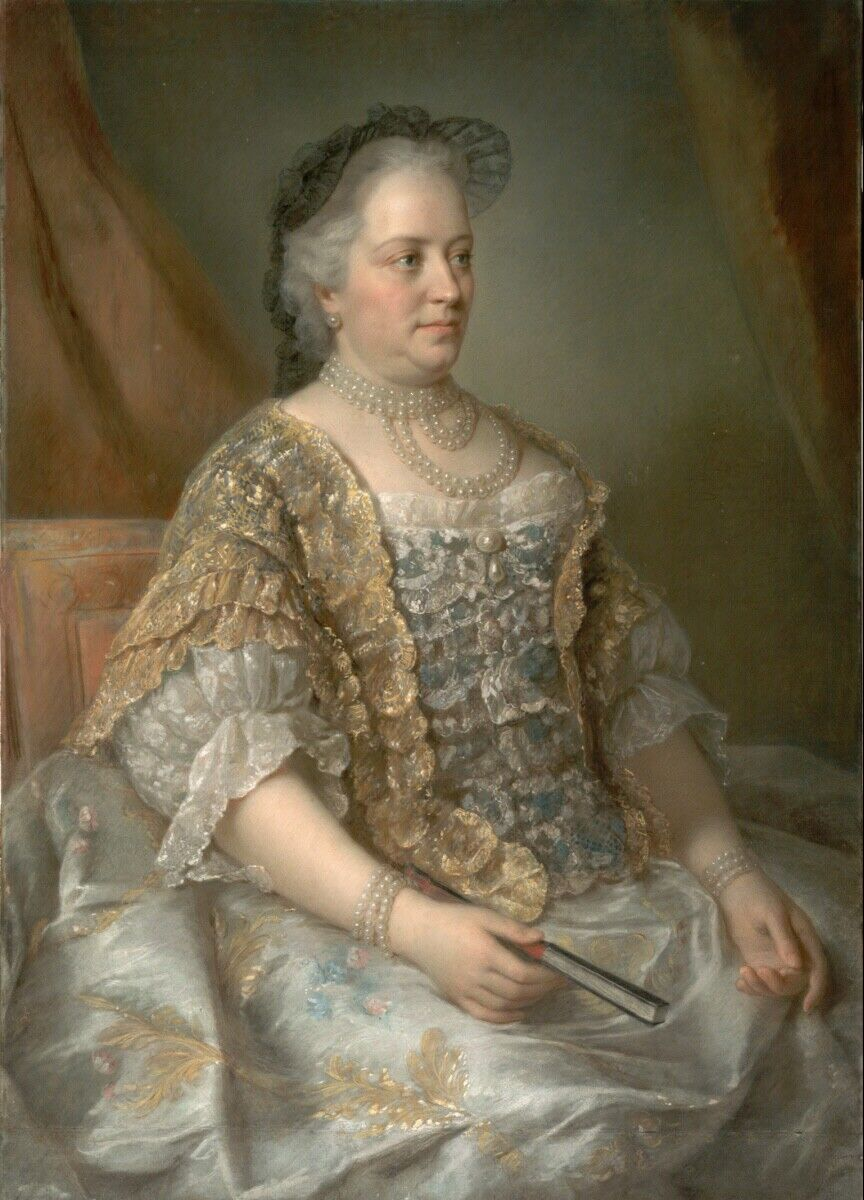
Maria Teresa
Por Jean-Étienne Liotard, 1762

Maria Teresa era tão conservadora nos assuntos de Estado quanto nos religiosos, mas implementou reformas significativas para reforçar o exército austríaco e tornar a máquina burocrática mais eficiente. Contratou o conde Friedrich Wilhelm von Haugwitz, que modernizou o império através da criação de um exército de 108 000 homens, pagos com 14 milhões de florins provenientes de cada uma das terras da coroa. O governo central era o responsável pelo exército, embora Haugwitz tenha instituído a tributação da nobreza, que nunca antes teve que pagar impostos. Maria Teresa supervisionou a unificação das chancelarias da Áustria e da Bohêmia, em maio de 1749.
Suas reformas dobraram a receita do Estado entre 1754 e 1764, embora a tentativa de taxar o clero e a nobreza tenha sido apenas parcialmente bem sucedida Essas reformas financeiras melhoraram muito a economia.
Em 1760, foi criado o Conselho de Estado, composto pelo chanceler, três membros da alta nobreza e três cavaleiros, funcionando como um "comitê de notáveis" que orientavam a monarca. O Conselho não tinha autoridade executiva ou legislativa mas, mesmo assim, mostrou a diferença com relação à forma de governo empregada por Frederico II. Ao contrário deste, Maria Teresa não era uma autocrata que atuava como seu próprio ministro. A Prússia adotaria essa forma de governo somente depois de 1807.
Em 1771, ela e José II emitiram a Robot Patent, uma reforma que regulava os pagamentos pelo trabalho dos servos nas terras da imperatriz. Financeiramente, em 1775, o orçamento da monarquia equilibrou-se pela primeira vez na história.

### Medicina

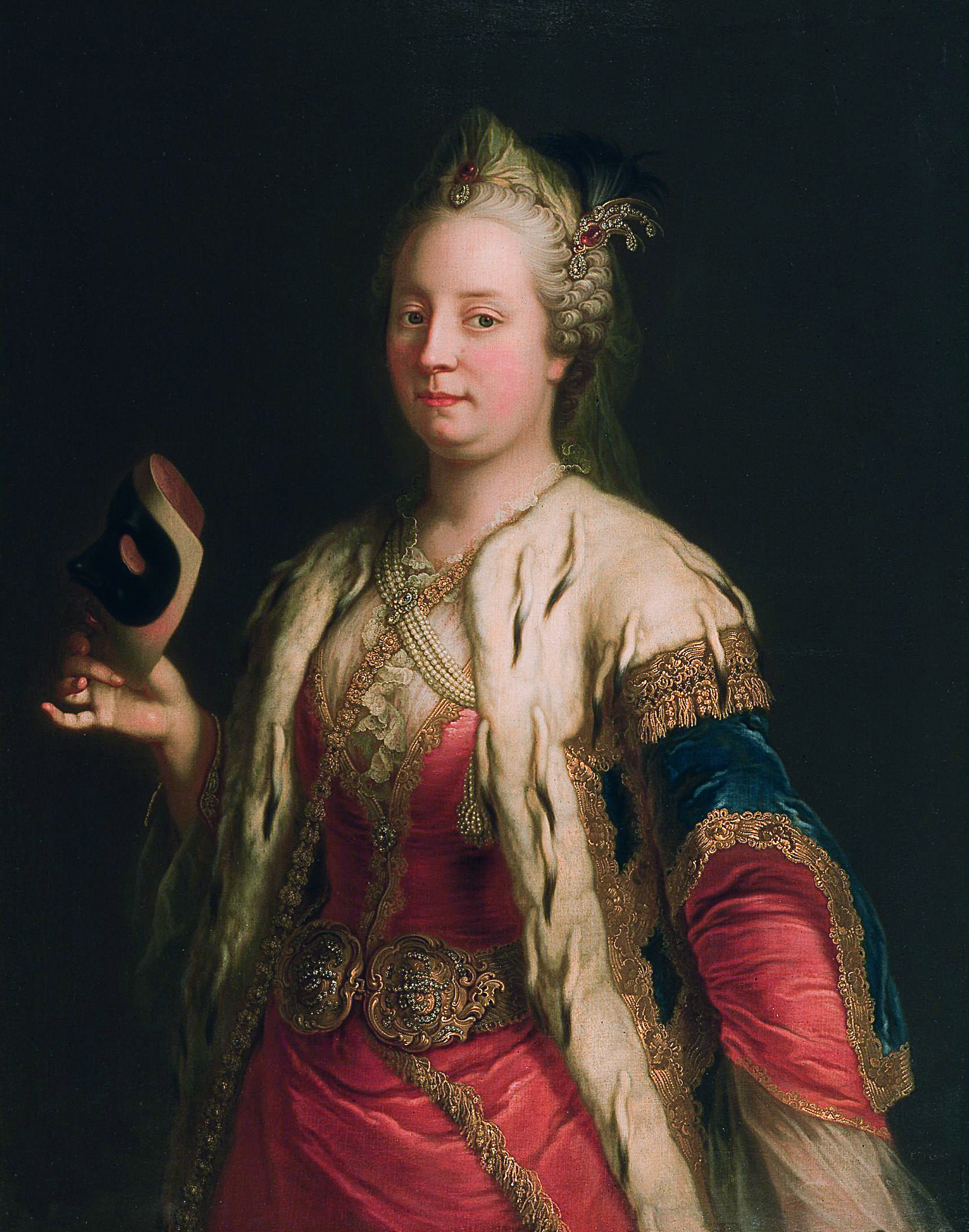
Maria Teresa segurando uma máscara teatral (1744), por Martin van Meytens. Ela considerava o teatro fonte de divertimento e orgulho nacional e insistia na observância de regras especiais para que atingisse um alto nível moral

Gerard van Swieten, contratado após a morte da arquiduquesa Maria Ana, além de atuar como médico pessoal da imperatriz, também fundou o Hospital Geral de Viena e reformulou o sistema educacional austríaco.
Maria Teresa pediu a van Swieten um estudo sobre o alto índice de mortalidade infantil na Áustria. Seguindo suas recomendações, ela expediu um decreto que tornava obrigatória a realização de autópsias em todos os óbitos ocorridos na cidade de Graz, segunda maior cidade austríaca. Esta lei - ainda em vigor nos dias atuais - combinada com a população relativamente estável de Graz, resultou em um dos registros mais importantes e completos da autópsia no mundo. Sua decisão de permitir a inoculação de seus filhos após a epidemia de varíola de 1767, foi responsável por mudar a visão negativa que os médicos austríacos tinham sobre esse procedimento. A campanha de inoculação na Áustria foi inaugurada com um jantar oferecido no Palácio de Schönbrunn às primeiras 65 crianças inoculadas, encarregando-se a própria Maria Teresa de receber os pequenos convidados.

### Direitos civis
Entre outras reformas, o Codex Theresianus, iniciado em 1752 e concluído em 1766, definiu os direitos civis na Áustria Em 1776 proibiu que se queimassem mulheres acusadas de bruxaria em fogueiras, a tortura e, pela primeira vez na história do império, retirou a pena de morte do código penal, substituindo-a por trabalhos forçados. Mais tarde esse item foi reintroduzido, mas a natureza progressiva das reformas continuou a ser observada. Ao contrário de José II, mas com o apoio das autoridades religiosas, Maria Teresa continuou se opondo à abolição da tortura. Nascida e criada entre o Barroco e o Rococó, ela achava difícil encaixar-se na esfera intelectual do iluminismo e é por isso que seguiu tão lentamente as reformas humanitárias no continente.

### Igreja
As principais reformas relativas à Igreja Católica Romana foram iniciadas e realizadas no reinado de Maria Teresa, enquanto as reformas de seu filho diziam respeito aos súditos não católicos. Sua política eclesiástica, como a de seus devotos predecessores, era baseada na primazia do controle do governo nas relações entre a Igreja e o Estado, mas não na organização da instituição. Condenando o desperdício e a falta de higiene dos costumes funerários, ela proibiu a criação de novos cemitérios sem a prévia autorização do governo.

### Educação

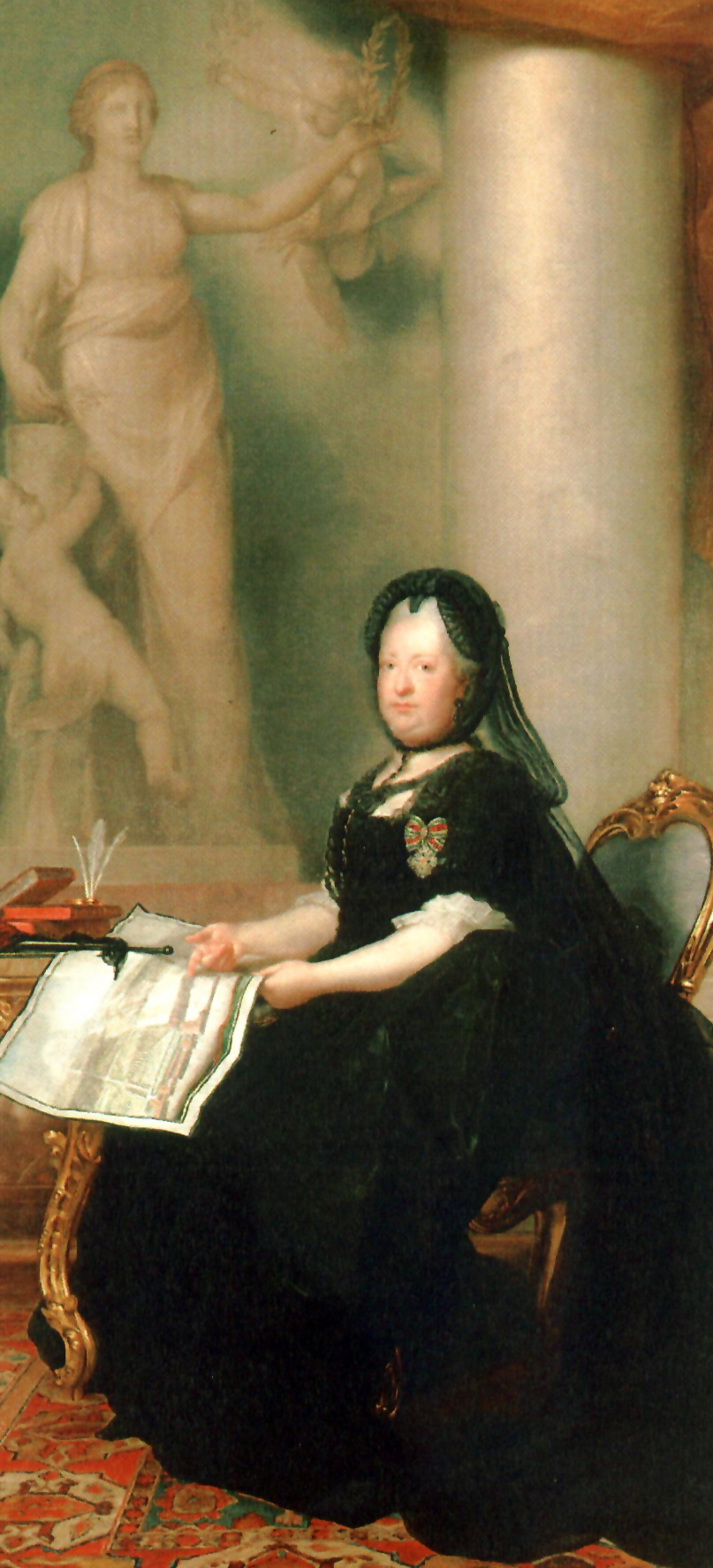
Maria Teresa viúva em 1773, por Anton von Maron. A Paz segura a coroa de louros sobre sua cabeça, reafirmando o status monárquico de Maria Teresa. Este foi o último retrato de Estado encomendado pela imperatriz

Consciente da inadequação da burocracia na Áustria e, a fim de melhorá-la, Maria Teresa instituiu uma reforma na educação em 1775. No novo sistema de ensino, baseado no prussiano, todas as crianças de ambos os sexos entre seis e doze anos, tinham que frequentar a escola. A reforma da educação foi recebida com hostilidade em muitas aldeias, mas a soberana esmagou o dissenso, ordenando a prisão de todos aqueles que se opusessem. Embora a ideia tivesse mérito, as reformas não foram tão bem sucedidas quanto se esperava pois, até o século XIX, metade da população ainda era analfabeta em algumas regiões da Áustria.
A imperatriz também permitiu que não católicos frequentassem a universidade e a introdução de disciplinas seculares (como Leis) nas grades curriculares, o que influenciou o declínio da Teologia como principal alicerce da educação universitária.

## Últimos anos
Francisco I morreu em 18 de agosto de 1765, enquanto ele e toda a corte estavam em Innsbruck, celebrando o casamento de seu segundo filho, Leopoldo. Maria Teresa ficou devastada. Seu filho mais velho tornou-se imperador do Sacro Império Romano-Germânico (José II) e ela abandonou todo o tipo de ornamentação, passando a usar os cabelos curtos, pintando seus aposentos de preto e vestindo luto pelo resto de sua vida, além de retirar-se totalmente da vida na corte, deixando de comparecer a eventos públicos e ao teatro. Durante sua viuvez, passava os meses de agosto e todo 18º dia de cada mês sozinha em seu quarto, o que afetou negativamente sua saúde mental. Ela própria descreveu seu estado de espírito após a morte do marido: Eu mal conheço a mim mesma agora, pois tornei-me algo como um animal: sem vida verdadeira ou poder de raciocínio.
Após sua ascensão ao trono imperial, José II governou menos territórios que seu pai em 1740. Acreditando que o imperador deve possuir terras suficientes para manter a integridade do império, Maria Teresa, que estava acostumada a ser assessorada na administração de seus vastos domínios, declarou José como seu co-regente em 17 de setembro de 1765. A partir de então, mãe e filho passaram a ter frequentes desentendimentos ideológicos. Os 22 milhões de florins que José herdou de seu pai, foram incorporados ao tesouro. Maria Teresa teve outra grande perda em fevereiro de 1766, quando Haugwitz morreu. O controle absoluto dos exércitos foi entregue a seu filho após a morte do conde Leopold Joseph von Daun.

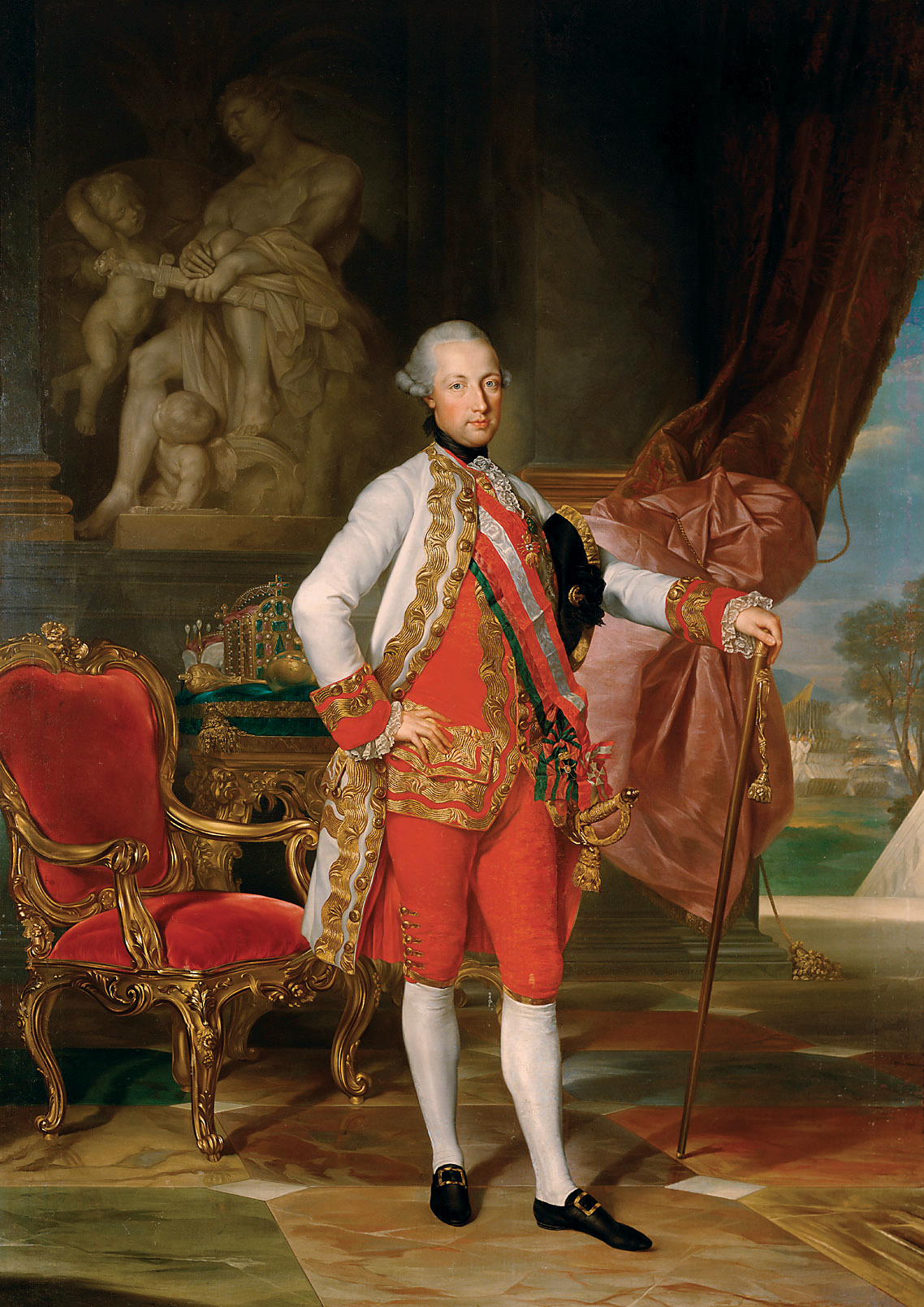
José II, filho mais velho de Maria Teresa e seu co-regente, 1775, por Anton von Maron

Segundo Robert A. Kann, Maria Teresa foi uma monarca com qualificações acima da média, mas era intelectualmente inferior aos seus filhos José e Leopoldo. Ele afirma, no entanto, que ela possuía qualidades apreciadas em um monarca, como raciocínio rápido e determinação. Mais do que isso, ela estava pronta a reconhecer a superioridade intelectual de alguns de seus conselheiros e desfrutava do apoio deles, mesmo que suas ideias fossem divergentes. José, porém, nunca foi capaz de estabelecer esse tipo de relação com os mesmos conselheiros, embora a filosofia de governo dele fosse bastante similar à da mãe.
O relacionamento entre mãe e filho não era frio, mas o choque de suas personalidades o tornava bastante complicado. Apesar do intelecto de José II, a personalidade forte de Maria Teresa, muitas vezes, o fez acovardar. Ela elogiava abertamente os talentos e as conquistas do filho, mas o criticava pelas costas. Em uma carta dirigida à nora, escreveu: Nós nunca nos vemos, exceto na hora do jantar... Seu temperamento fica pior a cada dia... Por favor, queime esta carta... Tento apenas evitar um escândalo público... Em outra carta, também dirigida à companheira de José, ela reclamou: Ele me evita... Sou a única pessoa em seu caminho e, por isso, sou um obstáculo e um fardo... Abdicação pode resolver o problema...
Após muito refletir, Maria Teresa optou por não abdicar. José muitas vezes ameaçou renunciar como co-regente e abdicar como imperador mas, também foi induzido a não fazê-lo. As ameaças de abdicação da imperatriz raramente foram levadas a sério. Ela acreditava que o fato de recuperar-se da varíola em 1767 era um sinal de que Deus desejava que ela reinasse até a morte. Também era do interesse de José que ela permanecesse como soberana, pois a culpava frequentemente pelas próprias falhas, evitando, assim, assumir as responsabilidades de um monarca.
José e o príncipe Kaunitz organizaram a Primeira Partição da Polônia, apesar dos protestos de Maria Teresa. Seu senso de justiça levou-a a rejeitar tal ideia porque prejudicaria o povo polonês. A dupla alegou que era demasiado tarde para abortar o projeto e ela só concordou com a partição quando percebeu que Frederico II e Catarina II da Rússia o fariam com ou sem a participação da Áustria. Reivindicou, e finalmente tomou, Galícia e Lodomeria, uma província reclamada por monarcas húngaros desde o século XIII. Nas palavras de Frederico II: quanto mais ela chorou, mais ela tomou.

## Morte e legado

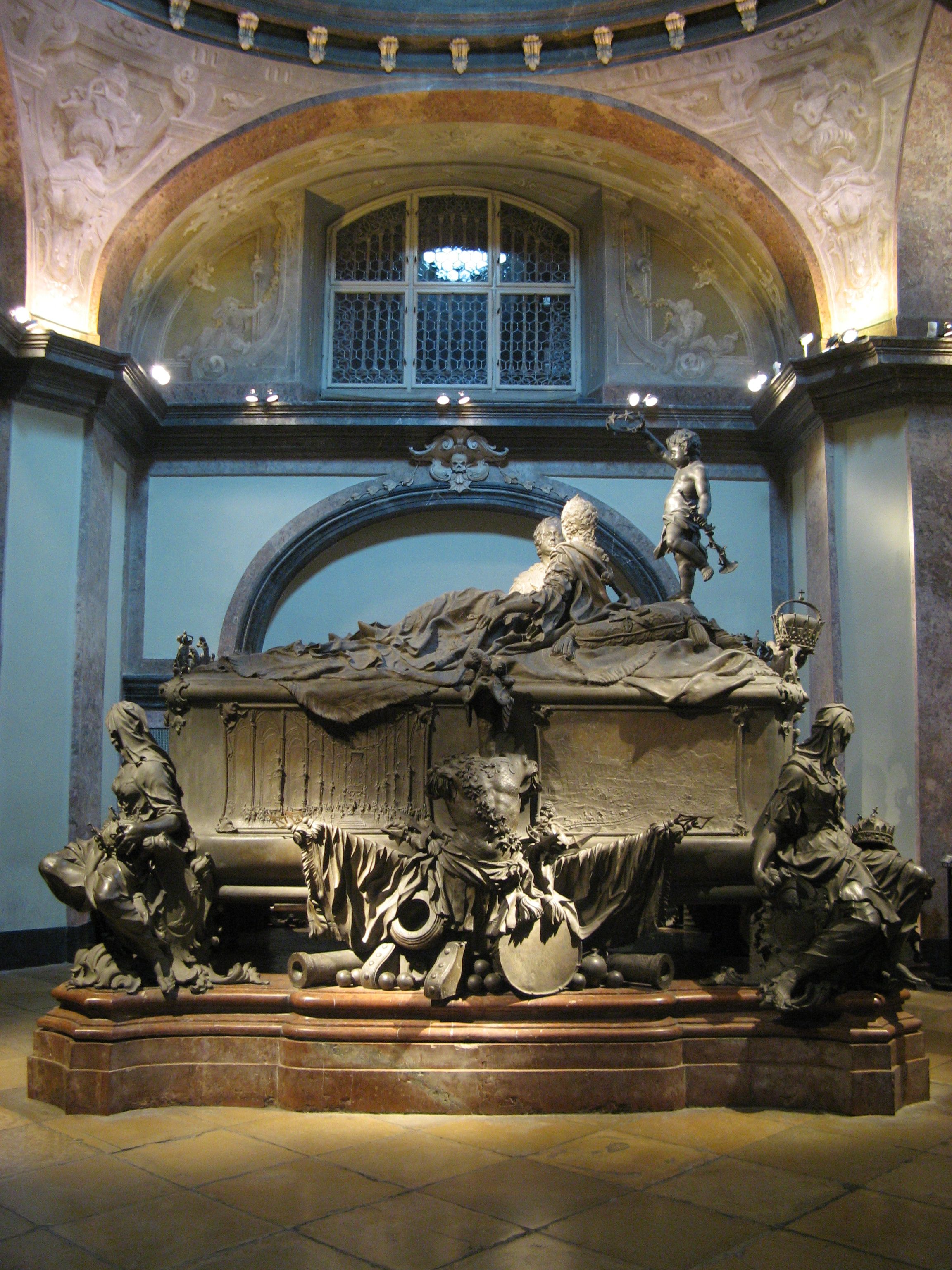
Maria Teresa e seu marido foram sepultados num túmulo duplo, por vontade expressa dela

É pouco provável que Maria Teresa tenha se recuperado totalmente da varíola contraída em 1767, como afirmaram escritores do século XVIII. Ela sofria de falta de ar, fadiga, tosse, "aflições", necrofobia e insônia. Mais tarde, também desenvolveu um edema.
A imperatriz adoeceu em 24 de novembro de 1780, aparentemente por um resfriado. Dr. Störk, seu médico, constatou que seu estado era grave. Em 28 de novembro ela pediu a extrema unção e no dia seguinte, por volta das nove horas da noite, Maria Teresa da Áustria morreu, cercada por seus filhos. Com ela, desapareceu também a Casa de Habsburgo, que foi substituída pela Casa de Habsburgo-Lorena. José, que já era co-regente dos domínios dos Habsburgo, sucedeu à mãe.
Maria Teresa deixou um império revitalizado, que influenciou o resto da Europa durante o século XIX. Seus descendentes seguiram seu exemplo e deram prosseguimento às reformas. A aquisição do Reino de Galícia e Lodomeria deu ao império um caráter ainda mais multinacional, que acabaria por levar à sua destruição. A introdução da escolaridade obrigatória, como um meio de germanização, provocou o renascimento da cultura checa.
A imperatriz está sepultada na Cripta Imperial de Viena, em um sarcófago duplo, ao lado de seu marido.

## Título completo
Seu título após a morte de seu marido foi:
Maria Teresa, pela Graça de Deus, Imperatriz Viúva dos Romanos, Rainha da Hungria, da Boêmia, da Dalmácia, da Croácia, da Eslavônia, da Galícia, da Lodoméria, etc; Arquiduquesa da Áustria, Duquesa da Borgonha, da Estíria, da Caríntia e da Carníola; Grã-Princesa da Transilvânia, Marquesa da Morávia, Duquesa de Brabante, de Limburgo, de Luxemburgo, de Gueldres, de Vurtemberga, da Alta e da Baixa Silésia, de Milão, de Mântua, de Parma, de Placência, de Guastalla, de Auschwitz e de Zator, Princesa da Suábia, Condessa Principesca de Habsburgo, de Flandres, do Tirol, de Hainaut, de Kyburg, de Gorízia e Gradisca, Marquesa de Burgau, da Alta e da Baixa Lusácia, Condessa de Namur, Senhora de Windische Mark e Mechelen, Duquesa Viúvva de Lorena e Bar, Grã-Duquesa Viúva da Toscana.

## Descendência

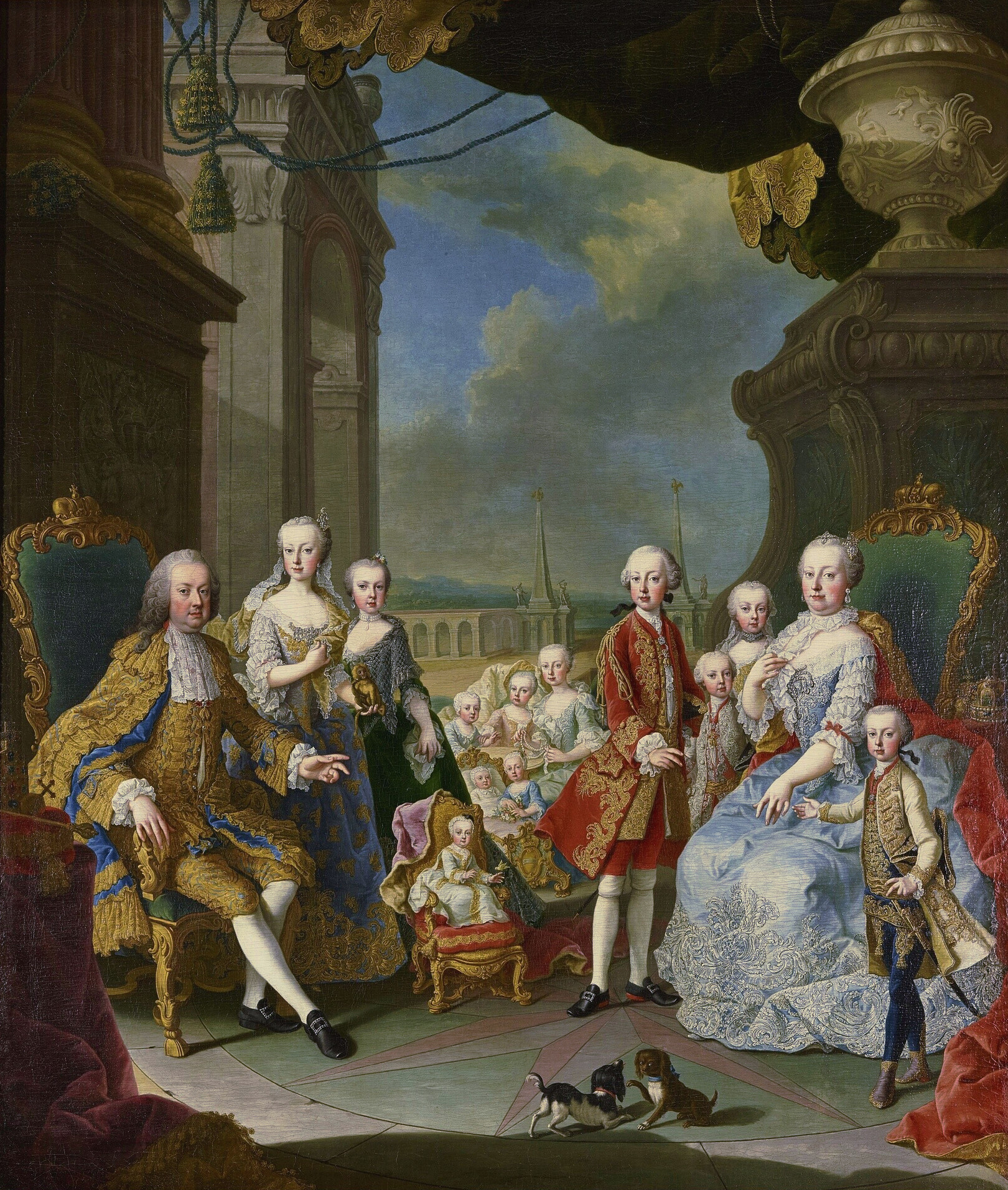
A Família Imperial em 1756. Pintura de Martin van Meytens, localizada no Palácio de Versalhes.

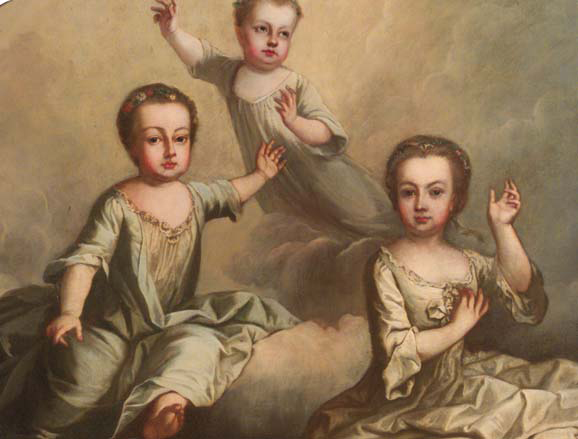
As três filhas flutuantes de 1748, pintura de Martin van Meytens. Van Meytens foi contratado pela imperatriz Maria Teresa para pintar postumamente suas três filhas que morreram cedo. O retrato mostra da esquerda para direita: Maria Carolina (1740-1741), Maria Carolina (1748) e Maria Isabel (1737-1740)

|    | Nome                         | Nascimento              | Morte                   |
| -- | ---------------------------- | ----------------------- | ----------------------- |
| 1  | Maria Isabel                 | 5 de fevereiro de 1737  | 7 de junho de 1740      |
| 2  | Maria Ana                    | 6 de outubro de 1738    | 19 de novembro de 1789  |
| 3  | Maria Carolina               | 12 de janeiro de 1740   | 25 de janeiro de 1741   |
| 4  | José II                      | 13 de março de 1741     | 20 de fevereiro de 1790 |
| 5  | Maria Cristina               | 13 de maio de 1742      | 24 de junho de 1798     |
| 6  | Maria Isabel                 | 13 de agosto de 1743    | 22 de setembro de 1808  |
| 7  | Carlos José                  | 1 de fevereiro de 1745  | 18 de janeiro de 1761   |
| 8  | Maria Amália                 | 26 de fevereiro de 1746 | 18 de junho de 1804     |
| 9  | Leopoldo II                  | 5 de maio de 1747       | 1 de março de 1792      |
| 10 | Maria Carolina               | 17 de setembro de 1748  | 17 de setembro de 1748  |
| 11 | Maria Joana Gabriela         | 4 de fevereiro de 1750  | 23 de dezembro de 1762  |
| 12 | Maria Josefa                 | 19 de março de 1751     | 15 de outubro de 1767   |
| 13 | Maria Carolina               | 13 de agosto de 1752    | 8 de setembro de 1814   |
| 14 | Fernando, Duque de Brisgóvia | 1 de junho de 1754      | 24 de dezembro de 1806  |
| 15 | Maria Antonieta              | 2 de novembro de 1755   | 16 de outubro de 1793   |
| 16 | Maximiliano Francisco        | 8 de dezembro de 1756   | 26 de julho de 1801     |

## Nota
- Este artigo foi inicialmente traduzido, total ou parcialmente, do artigo da Wikipédia em inglês cujo título é «Maria Theresa», especificamente desta versão.